# Torre di Feudozzo
Torre di Feudozzo è una località del comune di Castel di Sangro (AQ), in Abruzzo, situato al confine con il Molise.

## Storia
La località di villeggiatura sorge intorno ad una struttura feudale di epoca borbonica, poi divenuto ricovero per le truppe naziste durante la Seconda guerra mondiale. La presenza di questa struttura feudale ha dato il nome alla località, mentre della torre (abbattuta durante l'ultima guerra) non resta traccia.
Nel dopoguerra la struttura passa nelle mani del Corpo Forestale dello Stato che, nell'ultimo decennio, ha realizzato un importante centro per la biodiversità ospitando le antiche razze bovine relitte, cioè tutte quelle considerate a rischio estinzione.
Torre di Feudozzo conta circa 160 capi bovini protetti (di razze rarissime tra cui la modicana, la pasturina, la castana, la burlina), una sessantina di cavalli di razze relitte, un comando di stazione del Corpo Forestale dello Stato, una struttura ricettiva e una vasta foresta demaniale che circonda l'omonimo lago.

## Caseificio
Presso la Torre di Feudozzo sono stati avviati diversi progetti sperimentali in collaborazione con l'ENEA. Tra questi la realizzazione di un caseificio servito da un lattodotto il quale fornisce il latte direttamente dalla sala mungitura dell'azienda, senza entrare a contatto con l'aria, permettendo in questo modo di non pastorizzarlo, ottenendo quindi un prodotto di altissima qualità.
Inoltre i residui di lavorazione del caseificio, contenenti potenti inquinanti per le falde e i fiumi (tra cui lo stesso caglio e il lattosio), sono soggetti ad un particolare trattamento (brevetto ENEA) che trasforma le molecole in zuccheri assimilabili dall'organismo, riutilizzati nel processo alimentare delle mucche del Feudozzo.